# Łuczewnica
Łuczewnica – osada leśna w Polsce położona w województwie świętokrzyskim, w powiecie kieleckim, w gminie Daleszyce.
W latach 1975–1998 leśniczówka administracyjnie należała do województwa kieleckiego.